# Юревич, Виктор Иванович
Виктор Иванович Юревич — советский деятель внутренней безопасности, депутат Верховного Совета РСФСР.

## Биография
Родился в 1906 году; место рождения — с. Ивановское Тверской губернии. Национальность — русский.
Член ВКП(б) c 01.1937. Состоял в комсомоле.
В органах ВЧК−ОГПУ−НКВД с 1928.
До 28.01.1939 — начальник УНКВД Кировской области. 28.01.1939 зачислен в действующий резерв.
Депутат Верховного Совета РСФСР I созыва.
Осужден 25.01.1940. Орган, вынесший решение — ВКВС СССР. Приговорён к высшей мере наказания.
Расстрелян 26.01.1940 в Москве.

## Звания
- лейтенант государственной безопасности (26.12.1935)
- старший лейтенант государственной безопасности (16.04.1937)
- капитан государственной безопасности (13.06.1938)